# Jean Vincent Morice
Jean-Vincent Morice, (19 janvier 1725 à Lorient - 16 juin 1780 à Kilwa) est le premier négrier français à Zanzibar.

## Biographie
Jean-Vincent Morice naît à Lorient en 1725. Son père est maître menuisier. Il apprend le métier de chirurgien à l’hôpital royal de Brest. Il embarque à Lorient et navigue de 1750 à 1770 sur les navires de la Compagnie des Indes comme chirurgien de marine. 
En 1771 il est subrécargue sur le navire « La Digue » pour le compte d'un armateur de Lorient qui se livre à la traite négrière aux iles Querimbe.
Il repart en 1774, sur le même navire rebaptisé « l'Espérance », sous les ordres du capitaine Jean Robinot Desmolières. Mais c'est lui, Jean Vincent Morice, chirurgien du bord, qui conduit les opérations diplomatiques et les négociations avec les autorités locales. 
En janvier 1775, sur L'Etoile du matin, il charge des esclaves à Zanzibar qu'il quitte le 10 mars 1775 avec 614 adultes, adolescents, enfants sevrés et cinq enfants « à la mamelle ». Malgré une attaque de variole, il ramène environ 500 esclaves à l'Île-de-France. 
À la suite de ce premier voyage, d'autres opérations de traite concernent 860 esclaves, ramenés à Port-Louis au mois d'août de la même année 1775. Avec l'aval du ministre Sartine, Jean-Vincent Morice signe, le 14 octobre 1776, un traité avec le sultan de Kilwa par lequel le sultan fournit 1000 esclaves par an et met à disposition une forteresse : « Nous, roi de Quiloa, sultan Hasan, fils du Sultan Ibrahim, donnons notre parole à M. Morice, Français, que nous lui donnerons 1000 esclaves annuellement à 20 piastres chaque et qu'il nous donnera un présent de 2 piastres pour chaque esclave. Personne ne sera autorisé à faire le commerce des esclaves jusqu'à ce qu'il ait reçu ses esclaves et qu'il n'en souhaite plus d'autres. Ce contrat est fait pour 100 ans entre lui et moi. Pour garantir, nous lui donnons la forteresse dans laquelle il peut mettre les canons qu'il désire et son pavillon » ». 
Le 3 octobre 1779, devenu capitaine du navire Le Saint-Pierre, il part de Port-Louis pour Zanzibar chercher 600 esclaves. Mais son navire fait naufrage sur un récif à l'arrivée, le 20 octobre. Jean-Vincent Morice en réchappe, mais meurt à 55 ans, le 16 juin 1780, à Kilwa.